# Eudorylas obscurus
Eudorylas obscurus är en tvåvingeart som beskrevs av Ernest F. Coe 1966. Eudorylas obscurus ingår i släktet Eudorylas och familjen ögonflugor. Arten är reproducerande i Sverige. Inga underarter finns listade i Catalogue of Life.